# Temporada 1964-65 de los St. Louis Hawks
La temporada 1964-65 fue la decimosexta de los St. Louis Hawks en la NBA. La temporada regular acabó con 45 victorias y 35 derrotas, ocupando el segundo puesto de la División Oeste, logrando clasificarse para los playoffs, cayendo en las semifinales de división ante Baltimore Bullets.

## Elecciones en elDraft
| Ronda | Puesto | Jugador           | Posición  | Nacionalidad   | Universidad        |
| ----- | ------ | ----------------- | --------- | -------------- | ------------------ |
| 1     | 5      | Jeff Mullins      | Escolta   | Estados Unidos | Duke               |
| 2     | 10     | Paul Silas        | Ala-Pívot | Estados Unidos | Creighton          |
| 3     | 22     | Arthur Becker     | Alero     | Estados Unidos | Arizona State      |
| 4     | 31     | Willie Murrell    | Alero     | Estados Unidos | Kansas State       |
| 5     | 40     | John Tresvant     | Ala-Pívot | Estados Unidos | Seattle            |
| 7     | 58     | Maurice McHartley | Base      | Estados Unidos | North Carolina A&T |

## Temporada regular
| División Oeste         | División Oeste | División Oeste | División Oeste | División Oeste | División Oeste | División Oeste | División Oeste | División Oeste |
| Equipo                 | G              | P              | %              | PD             | Casa           | Fuera          | Neutral        | Div            |
| ---------------------- | -------------- | -------------- | -------------- | -------------- | -------------- | -------------- | -------------- | -------------- |
| x-Los Angeles Lakers   | 49             | 31             | .613           | –              | 25–13          | 21–16          | 3–2            | 25–15          |
| x-St. Louis Hawks      | 45             | 35             | .563           | 4              | 26–4           | 15–17          | 4–4            | 28–12          |
| x-Baltimore Bullets    | 37             | 43             | .463           | 12             | 23–14          | 12–19          | 2–10           | 22–18          |
| Detroit Pistons        | 31             | 49             | .388           | 18             | 13–17          | 11–20          | 7–12           | 18–22          |
| San Francisco Warriors | 17             | 63             | .213           | 32             | 10–26          | 5–31           | 2–6            | 7–33           |

## Playoffs

### Semifinales de División
St. Louis Hawks - Baltimore Bullets
| Fecha       | Partido                                    | Ciudad    |
| ----------- | ------------------------------------------ | --------- |
| 24 de marzo | St. Louis Hawks 105, Baltimore Bullets 108 | St. Louis |
| 26 de marzo | St. Louis Hawks 129, Baltimore Bullets 105 | St. Louis |
| 27 de marzo | Baltimore Bullets 131, St. Louis Hawks 99  | Baltimore |
| 30 de marzo | Baltimore Bullets 109, St. Louis Hawks 103 | Baltimore |
|             | Baltimore gana las series 3-1              |           |

## Estadísticas
| Rk | Jugador       | Edad | P  | PT | MP   | TC  | TCI  | %TC  | TL  | TLI | %TL  | RB   | AS  | FP  | PTS  |
| 1  | Lenny Wilkens | 27   | 78 |    | 36.6 | 5.6 | 13.4 | .414 | 5.3 | 7.2 | .746 | 4.7  | 5.5 | 3.6 | 16.5 |
| 2  | Zelmo Beaty   | 25   | 80 |    | 36.5 | 6.3 | 13.1 | .482 | 4.3 | 6.0 | .715 | 12.1 | 1.4 | 4.1 | 16.9 |
| 3  | Bob Pettit    | 32   | 50 |    | 35.1 | 7.9 | 18.5 | .429 | 6.6 | 8.1 | .820 | 12.4 | 2.6 | 3.3 | 22.5 |
| 4  | Bill Bridges  | 25   | 79 |    | 29.9 | 4.6 | 11.9 | .386 | 2.4 | 3.5 | .676 | 10.8 | 2.4 | 3.5 | 11.5 |
| 5  | Richie Guerin | 32   | 57 |    | 29.4 | 5.2 | 11.6 | .446 | 4.1 | 5.3 | .767 | 2.6  | 4.8 | 3.4 | 14.4 |
| 6  | Chico Vaughn  | 24   | 75 |    | 26.2 | 4.6 | 10.8 | .424 | 2.4 | 3.2 | .752 | 2.3  | 2.1 | 2.6 | 11.6 |
| 7  | Cliff Hagan   | 33   | 77 |    | 22.6 | 5.1 | 11.7 | .436 | 2.8 | 3.5 | .799 | 3.6  | 1.8 | 2.4 | 13.0 |
| 8  | Mike Farmer   | 28   | 60 |    | 21.2 | 2.8 | 6.8  | .409 | 1.3 | 1.6 | .798 | 4.3  | 1.5 | 2.1 | 6.8  |
| 9  | John Barnhill | 26   | 41 |    | 19.0 | 3.0 | 7.6  | .388 | 1.1 | 1.7 | .643 | 2.2  | 1.9 | 1.4 | 7.0  |
| 10 | Paul Silas    | 21   | 79 |    | 15.7 | 1.8 | 4.7  | .373 | 1.1 | 2.1 | .506 | 7.3  | 0.6 | 2.0 | 4.6  |
| 11 | Jeff Mullins  | 22   | 44 |    | 11.2 | 2.0 | 4.8  | .416 | 0.9 | 1.4 | .672 | 2.3  | 1.0 | 1.4 | 4.9  |
| 12 | John Tresvant | 25   | 4  |    | 8.8  | 1.0 | 2.8  | .364 | 1.5 | 2.3 | .667 | 4.5  | 1.5 | 2.3 | 3.5  |
| 13 | Ed Burton     | 25   | 7  |    | 6.0  | 1.0 | 2.9  | .350 | 0.6 | 1.0 | .571 | 1.9  | 0.3 | 1.9 | 2.6  |
| 14 | Bill McGill   | 25   | 16 |    | 6.0  | 0.9 | 2.8  | .311 | 0.8 | 1.0 | .750 | 1.5  | 0.4 | 1.6 | 2.5  |

## Galardones y récords
| Jugador    | Galardón                    |
| Bob Pettit | 2º Mejor quinteto de la NBA |